# Leonardo Michelotti
Leonardo Michelotti (Cremona, 15 marzo 1965) è un ex nuotatore italiano.

## Carriera
È stato un buon farfallista, il migliore in Italia sui 100 metri nel periodo 1988 - 1992 per aver vinto sei campionati nazionali ed aver battuto due volte il primato italiano nel 1990 e nel 1991. Faceva parte di una delle più forti squadre italiane, la Leonessa Brescia, avendo in squadra tra gli altri Marco Colombo, Fabrizio Rampazzo, Roberto Gleria e Giorgio Lamberti e con loro ha vinto, nello stesso periodo, molti titoli nelle staffette.
Ha debuttato con la nazionale maggiore ai giochi olimpici di Seul del 1988 nei 100 m farfalla e nella 4 x 100 m mista, senza arrivare in finale.
Ai campionati mondiali di nuoto di Perth del 1991 è arrivato in finale con la staffetta 4 x 100 m mista che comprendeva Stefano Battistelli, Gianni Minervini e Giorgio Lamberti. Ha nuotato in quell'anno anche ai campionati europei di nuoto e ai Giochi del Mediterraneo, entrambi ad Atene: ai mediterranei ha vinto la sua unica medaglia internazionale nei 100 metri farfalla.
L'anno dopo è arrivata la partecipazione ai giochi olimpici di Barcellona dove ha nuotato nei 100 m farfalla e nella staffetta mista, in entrambi i casi però non è andato più avanti delle batterie.

## Palmarès
| Giochi olimpici         | 100 m farfalla        | 4 x 100 m mista               |
| 1988 Seul Corea del Sud | 22º in batteria 55"83 | 15º - 3'52"06 frazione: 56"76 |
| 1992 Barcellona Spagna  | 23º in batteria 55"28 | 11º - 3'44"30 frazione: 54"66 |
| Campionati del mondo    | 100 m farfalla        | 4 x 100 m mista               |
| 1991 Perth Australia    | 5º in finale B 54"90  | 5º - 3'42"29 frazione: 54"74  |
| Campionati europei      | 100 m farfalla        | ---                           |
| 1991 Atene Grecia       | 6º in finale B 55"95  | ---                           |
| Giochi del Mediterraneo | 100 m farfalla        | ---                           |
| 1991 Atene Grecia       | Bronzo 55"38          | ---                           |

### Campionati italiani
6 titoli individuali e 14 in staffette, così ripartiti:
- 6 nei 100 m farfalla
- 7 nella staffetta 4 x 100 m stile libero
- 6 nella staffetta 4 x 200 m stile libero
- 1 nella staffetta 4 x 100 m mista

| Anno | Edizione    | st.libero 4x100 m | st.libero 4x200 m | farfalla 100 m | mista 4x100 m |
| ---- | ----------- | ----------------- | ----------------- | -------------- | ------------- |
| 1987 | Primaverili | -                 | 1                 | -              | 1             |
| 1988 | Primaverili | 1                 | 1                 | 1              | -             |
| 1988 | Estivi      | 1                 | 1                 | -              | -             |
| 1989 | Primaverili | 1                 | 1                 | 1              | -             |
| 1989 | Estivi      | 1                 | 1                 | -              | -             |
| 1990 | Primaverili | -                 | -                 | 1              | -             |
| 1990 | Estivi      | 1                 | -                 | 1              | -             |
| 1991 | Primaverili | 1                 | -                 | -              | -             |
| 1991 | Estivi      | 1                 | 1                 | 1              | -             |
| 1992 | Primaverili | -                 | -                 | 1              | -             |